# Serieåret 1955

## Händelser

#### Mars
- 1 mars – Svensk premiär[1]  för tecknade serien Mumintrollet, Tove Jansson, i morgontidningen Svenska Dagbladet.

### Okänt datum
- André Franquin skapar serien Mickes äventyr.
- Nils Egerbrandts serieversion av Thomas Funck Kalle Stropp debuterar i Sverige.[2]
- Serietidningen Falken debuterar i Sverige, med försöket att lansera en svensk version av brittiska Eagle.[2]

## Utgivning

### Album
- Doktor Doxeys dunderdroppar (Lucky Luke)[3]
- Noshörningens horn (Spirou)[4]

## Födda
- 12 januari - Claes Reimerthi (död 2021), svensk serieförfattare och serieteoretiker.
- 5 april - Akira Toriyama, japansk serieskapare.
- 10 augusti - Eddie Campbell, skotsk serieskapare.
- 27 september - Charles Burns, amerikansk serieskapare.

## Avlidna
- 21 april - Knut Stangenberg, 83, svensk serieskapare.

### Fotnoter
1. ↑   Mumintrollets förtrollning, Sv Dagbladet 2018-02-18 /svd.se (läst 8 augusti 2025)
2. 1 2  Swecomics
3. ↑  ”Lucky Luke på svenska”. Arkiverad från originalet den 11 november 2014. https://web.archive.org/web/20141111004811/http://www.visit.se/~dampgrodan/album_kronolog.html. Läst 12 mars 2011.
4. ↑  ”Spirou enligt Franquin”. Arkiverad från originalet den 23 juli 2010. https://web.archive.org/web/20100723064409/http://www.mantagraphics.com/franquin/helaalbum.htm. Läst 12 mars 2011.